# PGC 35376
LEDA/PGC 35376, auch UGC 6484 (inoffiziell NGC 3683A), ist eine Balken-Spiralgalaxie vom Hubble-Typ SB(rs)c im Sternbild Großer Bär am Nordsternhimmel. Sie ist schätzungsweise 113 Millionen Lichtjahre von der Milchstraße entfernt und hat einen Durchmesser von etwa 90.000 Lichtjahren.
Im selben Himmelsareal befinden sich unter anderem die Galaxien NGC 3674, NGC 3683, PGC 2555426, PGC 2558841.